# Vườn quốc gia Serra do Gandarela
Vườn quốc gia Serra do Gandarela (tiếng Bồ Đào Nha: Parque Nacional da Serra do Gandarela) là một vườn quốc gia ở bang Minas Gerais, Brasil. Vườn này bảo vệ một khu vực miền núi chứa một phần sót lại của Rừng Đại Tây Dương, vốn là một nguồn nước quan trọng đối với thành phố Belo Horizonte.

## Vị trí
Serra do Gandarela là một khu bảo tồn thiên nhiên cách Belo Horizonte khoảng 40 kilômét (25 mi). Nó nằm trong các đô thị Caeté (2,37%), Itabirito (10,01%), Mariana (0,23%), Nova Lima (1,99%), Ouro Preto (9,91%, Raposos (10,8%), Rio Acima (19,46%) và Santa Bárbara (45,22%) thuộc bang Minas Gerais. Một phần của vườn quốc gia này cũng nằm ở khu vực đô thị Belo Horizonte. Tổng diện tích vườn quốc gia là 31.270,83 hécta (77.271,9 mẫu Anh).
Nó bảo vệ một phần rừng Đại Tây Dương, và là phần sót lại nguyên vẹn lớn nhất ở Minas Gerais, chủ yếu vẫn trong tình trạng nguyên sinh. Các dòng nước từ Serra do Gandarela nuôi các lưu vực của sông Das Velhas, một nhánh của sông São Francisco, Piracicaba và sông Doce.